# Filmska teorija
Filmska teorija ustvarja sistematične koncepte, ki raziskujejo film kot umetnost.
Klasična filmska teorija se ukvarja s tehničnim, pripovednim konceptom filmske umetnosti, filmskimi kodami, »sliko«, žanri, teorijo avtorjev ipd.
Aktualne študije pa med drugim vključujejo tudi psihoanalizo, strukturalizem, feministično teorijo ter teorije novih medijev.
Ker se film lahko obravnava kot umetnost, medij ali blago, obstajajo temu primerno v filmski teoriji tudi estetske, komunikacijske in ekonomske smeri raziskav. Ločiti moramo prav tako med teorijami, ki se ukvarjajo s filmsko produkcijo in temi, ki jih zanima recepcija gledalcev oz. gledalk.

## Pomembne veje filmske teorije
- »teorija žanrov«
- »teorija avtorja«
- feministična filmska teorija
- psihoanalitska filmska teorija
- filmska semiologija
- neoformalistična filmska teorija
- »teorija dispozitiva«

## Pomembni filmski teoretiki
- Rudolf Arnheim
- Béla Balázs
- Jean Baudrillard?
- André Bazin
- Pascal Bonitzer?
- David Bordwell
- Ricciotto Canudo
- Francesco Casetti
- Seymour Chatman
- Guy Debord?
- Gilles Deleuze
- Jürgen Felix
- Tom Gunning
- Siegfried Kracauer
- André Malraux
- Christian Metz
- Laura Mulvey
- Kristin Thompson
- Sergej Mihajlovič Eisenstein

## Prazgodovina
Italijanski teoretik Ricciotto Canudo (1879-1923) velja za prvega teoretika filma. Leta 1911 je objavil manifest Rojstvo sedme umetnosti. Toda potrebno je dodat, da je že leta 1896 francoski filozof Henri Bergson problematiziral nove perspektive gibanja. Gilles Deleuze, še en francoski filozof, je svojo teorijo zgradil na podlagi Bergsonove, ter med letoma 1983 in 1985 izdal knjigi Film I & II.
Klasična filmska teorija se je izoblikovala v času nemega filma. Pomembni avtorji tega časa so: Germaine Dulac, Louis Delluc, Jean Epstein, Sergei Eisenstein, Lev Kuleshov/Kulešov, Dziga Vertov, Paul Rotha, Rudolf Arnheim, Béla Balázs in Siegfried Kracauer. Takrat filmska teorija še ni bila akademska smer.

## 1950-danes
V zgodnjih petdesetih letih dvajsetega stoletja je francoski filmski kritik Andre Bazin bil med soustanovitelji pomembne filmske revije Cahiers du cinéma. Veliko mladih piscev te revije, med njimi François Truffaut in Jean-Luc Godard, je kasneje posnelo filme »novega francoskega vala«. Ti avtorji so bili med prvimi, ki so popularne hollywoodske filme spoznali za umetnine. Bili so navdušeni nad westerni in gangsterskimi filmi ter so tako soustvarili »teorijo žanrov«.
V šestdesetih letih se je filmska teorija etablirala tudi med akademskimi smermi ter povzela elemente iz psihoanalize, literarne teorije ter lingvistike.
V sedemdesetih letih je na teorijo pomembno vplivala britanska filmska revija Screen.
Od leta 1990 naprej je za preobrat poskrbela digitalna revolucija v medijih. Pomembni sodobni avtorji so: Mary Ann Doane, Philip Rosen in Laura Mulvey. Istočasno se je teorija spet intenzivneje posvetila nemim filmom ter starim »teorijam gledanja« avtorjev Toma Gunninga, Miriam Hansen in Yurija Tsiviana.

## Priporočena literatura
- Dudley Andrew, Concepts in Film Theory, oxford University Press, 1984
- Andre Bazin, What is Cinema?, University of California Press, 1971
- Theories of Cinema, 1945-1990, University of Texas Press 1999
- Bill Nichols, Representing Reality. Issues and Concepts in Documentary, Indiana Univ Press, 1991
- The Oxford Guide to Film Studies, Oxford University Press 1998
- Franz-Josef Albersmaier, Texte zur Theorie des Films, Reclam 1999
- Béla Balázs, Der sichtbare Mensch (1924), Frankfurt am Main: Suhrkamp 2001
- André Bazin, Was ist Film?, Berlin: Alexander Verlag 2002
- Siegfried Kracauer, Theorie des Films, Frankfurt am Main: Suhrkamp 2001
- Jürgen Felix, Moderne Film Theorie, Mainz: Bender 2002